# 板级支持包
在嵌入式系统中，板级支持包（英語：board support package，简称 BSP）用作初始化與執行操作系统並用於評估板(Evaluation Board)的簡易程式碼。它通常包含了以基础支持代码来加载操作系统的引导程序（英語：bootloader），以及主板上所有设备的驱动程序。
一些供应商还会提供一套根文件系统、用于构建运行在该嵌入式系统上的程序的工具链（英語：toolchain，可以是架构支持包的一部分），以及（在运行过程中）配置设备的实用工具。

## 歷史
大約從1988年開始出現這個詞。這詞的來源最常被歸於 溫瑞爾公司（Wind River Systems） 給它的 VxWorks 嵌入式作業系統，不過現在已經廣泛的在業界使用。如 QNX Software Systems 也提供 BSPs。Microsoft也提供有 Windows CE 作業系統的 BSPs。
Windows CE 作業系統的 BSP 包含有：
1. bootloader
2. 驱动
3. OEM Adaptation Layer（OAL）
4. 配置文件

## 範例
溫瑞爾公司为 ARM Integrator 920T 开发板提供的 BSP 包含以下部分(还有其他部分未列出):
1. 一个 config.h 文件, 定义了一些常量例如 ROM_SIZE 和 RAM_HIGH_ADRS
2. 一个 Makefile, 定义了二进制版本的 VxWorks ROM 映像,这个映像是用来提供给对闪存进行编程的
3. 一个 bootrom 文件, 定义了这个板相关的启动参数等
4. 一个 target.ref 文件, 描述了板相关的信息,例如开关和跳线设置,中断等
5. 一个 VxWorks 映像
6. C 代码，包含有： 
  1. flashMem.c -- 开发板的闪存的驱动
  2. pciIomapShow.c -- 将 PCI 总线映射成文件
  3. primeCellSio.c -- TTY 驱动
  4. sysLib.c -- 开发板系统相关的例程
  5. romInit.s -- 开发板的 ROM 初始化模块,包含开发板从 ROM 运行程序的入口代码